# 中東正文
中東 正文（なかひがし まさふみ、1965年9月 - ）は、日本の法学者。専門は、商法・会社法。学位は、博士（法学）（名古屋大学・論文博士・2000年）。名古屋大学教授。

## 略歴
- 1989年 - 名古屋大学法学部卒業
- 1991年 - 名古屋大学大学院法学研究科博士課程前期課程修了
- 1991年 - 名古屋大学法学部助手
- 1993年 - 中京大学法学部講師
- 1996年 - 名古屋大学法学部助教授
- 1997年 - 大隅健一郎賞受賞
- 2000年 - 博士（法学）（名古屋大学）の学位を取得
- 2005年 - 名古屋大学大学院法学研究科教授
- 2013年 - 名古屋大学大学院法学研究科副研究科長[1]
- 2013年 - 名古屋大学教育研究評議会評議員[1]
- 2015年 - 名古屋大学総長補佐（国際担当）[1]
- 2016年 - 名古屋大学総長補佐（国際機構担当）[1]
- 2016年 - 名古屋大学国際機構副機構長[1]
- 2018年 - 名古屋大学副理事（国際機構担当）[1]
- 2019年 - 名古屋大学副総長（国際・法務・リスク管理・内部統制担当）[1]
- 2020年 - 名古屋大学副総長（法務・リスク管理・研究不正・内部統制・監査担当）[1]
- 2024年 - 名古屋大学大学院法学研究科長・法学部長[1]

## 社会的活動
- 2004年 - 2017年　公益財団法人日本証券経済研究所金融商品取引法研究会委員
- 2006年 - 2009年　法務省法務総合研究所アジア株主代表訴訟研究会委員
- 2006年 - 2009年　公認会計士試験委員
- 2008年 - 2012年　法制審議会非訟事件手続法・家事審判法部会幹事[2]
- 2008年 - 2020年　日本学術会議連携会員
- 2009年 - 2012年　法務省法務総合研究所アジア・太平洋監査制度研究会委員
- 2010年 - 2012年　法制審議会会社法制部会幹事[3]
- 2011年 - 2012年　最高裁判所民事規則制定諮問委員会幹事[4]
- 2012年 - 2022年　東海北陸地方社会保険医療協議会会長[5]・愛知部会長[6]
- 2013年 - 2016年　司法試験考査委員
- 2017年 - 2019年　法制審議会会社法制（企業統治等関係）部会幹事[7]
- 2022年 - 現在　　 アミタホールディングス監査役

## 人物・エピソード
1999年、一橋大学教授（国家公務員）であった中谷巌はソニーから社外取締役就任を要請されたが、人事院は兼職を認めなかった。このため中谷巌は一橋大学を辞職し、ソニーの社外取締役に就任した。中東は、中谷氏は「遅からず私立大学に迎えられるのであろうが、…国立大学に身を置く者としては、有能な人材がこのような形で私立大学に流出することは遺憾である」と述べた。

## 著作

### 単著
- 『企業結合・企業統治・企業金融』信山社出版〈学術選書〉、1999年9月。ISBN 9784797218671。
- 『企業結合法制の理論』信山社出版〈学術選書 17 会社法・金融商品取引法〉、2008年11月。ISBN 9784797254174。
- 『企業結合法制の実践』信山社出版〈理論と実際シリーズ 1 会社法・金融商品取引法〉、2009年1月。ISBN 9784797258318。

### 共著
- 阿部泰久、中東正文、緑川正博『改正会社法と会計・税務の対応』日本評論社、2015年8月。ISBN 9784788280533。
- 中東正文、白井正和、北川徹、福島洋尚『会社法』（第2版）有斐閣〈有斐閣ストゥディア〉、2021年9月。ISBN 9784641150843。
- 大塚英明、川島いづみ、中東正文、石川真衣『商法総則・商行為法』（第3版）有斐閣〈有斐閣アルマ Specialized〉、2023年11月。ISBN 9784641222229。
- 黒沼悦郎（編著）、中東正文、福島洋尚、松井秀征、行澤一人『Law Practice 商法』（第5版）商事法務、2024年4月。ISBN 9784785730918。